# Марин Цветков
Марин Ангелов Цветков е български военен летец.

## Биография
Роден е на 26 януари 1919 г. в Пордим. Завършва Школата за запасни офицери в Казанлък. Получава чин подпоручик. Изпълнява 42 бойни задачи като военен летец от 672-ро ято към 3/6 орляк. От тях има 10 победи. Удостоен е с орден „За храброст“ IV степен I клас и „За храброст“ IV степен II клас. Загива на 9 септември 1944 г. над летището в Ниш. Посмъртно е произведен в чин поручик.